# Donació de Constantí
La Donació de Constantí (Donatio Constantini en llatí) és un decret imperial apòcrif, atribuït a Constantí I, segons el qual, al mateix temps que es reconeixia el Papa Silvestre I com a sobirà, se li feia donació de la ciutat de Roma, així com de les províncies d'Itàlia i tota la resta de l'Imperi Romà d'Occident, creant-se així l'anomenat Patrimoni de Sant Pere. L'autenticitat del document es posava ja en dubte durant l'edat mitjana, però l'humanista Lorenzo Valla va poder demostrar fefaentment el 1440 que es tractava d'un frau de la cúria romana, ja que mitjançant l'anàlisi lingüística del text no podia haver estat escrit al voltant de l'any 300.
El llarg procés d'acostament entre el pontificat i el Regne Franc, que comença en el pontificat del Papa Gregori el Gran (590-604), aconsegueix un dels seus punts culminants en la unció reial amb la qual el Papa Esteve II va constituir al majordom palatí Pipí el Breu com a rei dels francs i patricius romanorum, donant per extingida la dinastia merovíngia (752). D'aquesta manera el Papa s'arrogava la facultat de traspassar la dignitat reial d'una dinastia a una altra i alhora, com a contrapartida, concedia al rei dels francs la capacitat d'intervenir en els assumptes italians. De fet Pipí va travessar els Alps en dues ocasions per reconquistar vastes regions de la península italiana de mans dels llombards i les va donar a l'Església, en el que es coneix com la Donació de Pipí; d'aquesta manera es van constituir en ple segle viii els Estats de l'Església, i el Papa va quedar convertit en un monarca temporal.
Quan es va fer necessari justificar semblant innovació jurídica (de facto els pontífexs exercien ja una no ben determinada jurisdicció governativa des de les invasions bàrbares), es va recórrer al vell mètode medieval d'"inventar" un document que retrotragués en el temps la situació que es donava en el present. Aquest fou el naixement del document que ha passat a la història com la Donatio Constantini (segle viii-ix).

## Efectes de la donació

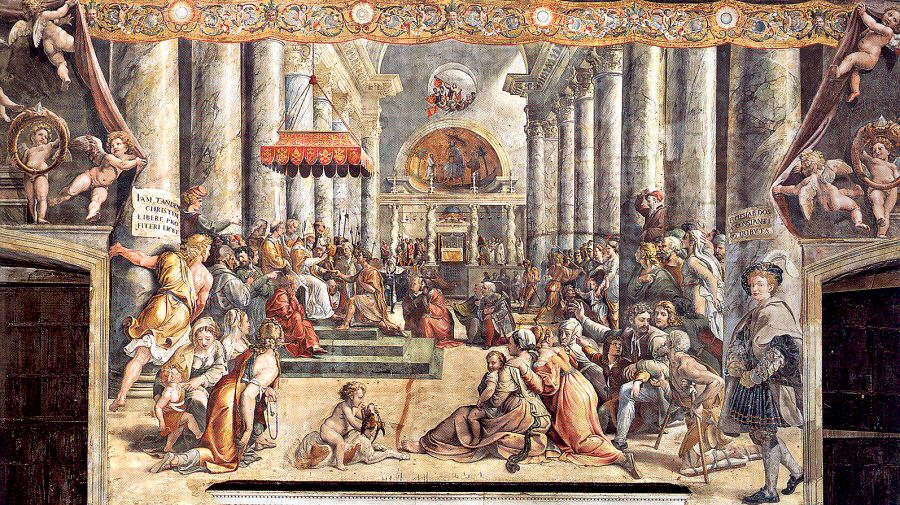
Obra de Rafael, La donació de Roma. Stanze di Raffaello, Ciutat del Vaticà.

La suposada Donació de Constantí indicava que el papa Silvestre I havia rebut de l'emperador romà Constantí I el dret de governar la ciutat de Roma i els seus voltants de la mateixa manera que un monarca temporal, sostenint a més drets del papat per intervenir en els assumptes polítics d'Itàlia i de l'Imperi Romà d'Occident, així com d'una successió de territoris addicionals (Grècia, la Judea, Tràcia, Àsia Menor, Àfrica), formant així una autoritat religiosa dotada de poders governamentals.
La Donació de Constantí va ser esmentada per primera vegada en una comunicació del papa Adrià I a Carlemany, a inicis del segle ix, però va ser utilitzada en un document oficial recentment a mitjan segle xi quan textos de la Donació són citats pel papa Lleó IX com a arguments per requerir Miquel Cerulari, patriarca ortodox de Constantinoble, que havia de reconèixer-se la subjecció de l'Imperi Romà d'Orient a la seu papal de Roma perquè a aquesta li corresponia la prefectura universal del cristianisme.
En aquest requeriment de Lleó IX s'informava Miquel Cerulari que els drets del papat no sorgeixen de simples rumors o costums, sinó de la Donació de Constantí, document emès per Constantí I el Gran. En les querelles entre el papat i el Sacre Imperi Romanogermànic, la Donació va servir posteriorment com a argument per justificar el «dret» del papa de governar territoris a Itàlia i conduir-se com un monarca efectiu d'aquests territoris, que van ser coneguts com a Estats Pontificis.

## Descobriment del frau
Ja l'emperador Otó III del Sacre Imperi havia dubtat cap a l'any 1000 de l'autenticitat de la «Donació de Constantí», però en general els intel·lectuals de l'edat mitjana europea no en qüestionaven veracitat. L'interès per l'estudi del llatí i del grec a inicis del segle xv va causar que diversos escrits i documents de l'antiguitat greco-romana fossin analitzats novament gràcies als nous coneixements adquirits pels estudiosos humanistes de l'època.
Va ser precisament en 1440 que l'humanista italià Lorenzo Valla, a De falso credita et ementita Constantini donatione declamatio, va demostrar que la Donació era un engany, perquè l'anàlisi lingüística del text incorporava girs idiomàtics i paraules que no existien en el llatí dels darrers anys de l'Imperi Romà. Fins i tot el text mostrava la paraula «feu», que era un concepte desconegut a Europa a inicis del segle iv, per la qual cosa la data de redacció de la Donació havia de ser forçosament posterior. Pocs anys abans, el cardenal i humanista Nicolau de Cusa també havia plantejat que el document constituïa una falsificació. Pocs anys després, el 1449, el bisbe Reginald Pecock ja escriví una obra demostrant que la donació era falsa.
Al mateix temps l'anàlisi de Valla va ser reforçada pel teòleg i escolàstic anglès Reginald Pecocke, qui va reafirmar després d'una anàlisi idiomàtica que la Donació havia de ser sens dubte un frau, en ser impossible que el document hagués estat escrit l'any 300. Oficialment, el papat mai ha declarat la falsedat de la Donació, però gradualment va deixar de ser invocat com a base legal per l'existència dels Estats Pontificis des de mitjan segle xv. Inclusivament, ni tan sols va ser citat en la Butlla Inter Caetera de 1493 quan el papat es va atribuir facultats per dividir el Nou Món entre Espanya i Portugal.

## Possible origen
S'ha suggerit, des de llavors, que la Donació de Constantí va ser un text redactat per un clergue de la basílica de Sant Joan del Laterà possiblement cap a l'any 754, quan el papa Esteve II havia de negociar amb Pipí el Breu, rei dels francs, perquè dit monarca assegurés al papat un territori propi a Itàlia on exercir autoritat governamental. En aquesta situació, el papa Esteve II va convalidar que Pipí usurpés el tron de França i enderroqués la legítima dinastia merovíngia, a canvi que Pipí atorgués al papat els territoris italians que el Regne de Llombardia havia arrabassat a l'Imperi Romà d'Orient.
Per assolir aquest fi s'hauria utilitzat l'apòcrifa Donació de Constantí, per la qual el papat va elaborar un document suposadament emès en els últims anys de l'Imperi Romà, per usar-lo com a argument legal amb el qual sostenir els «drets» papals a governar vastes regions d'Itàlia.
La seva difusió es deu al fet que el text de la Donatio va ser inclòs en les Decretals pseudoisidorianes, document que va servir de base al dret canònic medieval. No obstant això, Gracià no l'inclou en el seu famós Codi, sinó que el van incloure en versions posteriors apòcrifes.